# Anton Möller
Anton Möller (Königsberg, 1563 – Danzica, 1611) è stato un pittore tedesco.
Chiosatore di Albrecht Dürer, nel 1593 dipinse a Danzica il Giudizio Universale, considerato la sua opera più importante.